# Кучеренко, Леонид Арсентьевич
Кучеренко Леонид Арсентьевич (18 июля 1922 года, село Спасское — 1992, Санкт-Петербург) — советский учёный, педагог. Специалист в области тактики морской авиации, кандидат военно-морских наук. Профессор Военно-морской академии (1983). Полковник, участник Великой Отечественной войны, защитник Ленинграда.

## Биография
Кучеренко Леонид Арсентьевич родился 18 июля 1922 года селе Спасское Днепропетровской области, Украинская ССР. В 1944 году окончил Ейское военно-морское авиационное училище им. И. В. Сталина. В годы Великой Отечественной войны проходил службу в составе 35-го штурмового авиационного полка на Балтийском флоте. За время службы Кучеренко совершил 85 боевых вылетов.
После окончания войны продолжил службу в Военно-воздушных силах Тихоокеанского флота. С 1959 года начал вести преподавательскую деятельность в качестве профессора Военно-морской академии.
За время научной работы Кучеренко написал более 50 работ.
Скончался в Санкт-Петербурге в 1992 году, погребен на Северном кладбище.

## Награды
- Орден Красного Знамени 20.07.1944
- Орден Красного Знамени 13.10.1944
- Орден Красного Знамени 28.12.1944
- Орден Красного Знамени 23.05.1945
- Орден Красной Звезды 30.12.1956
- Медаль «За боевые заслуги» 17.05.1957